# Georg Körting
Georg Ehrenfried Körting (* 13. Mai 1844 in Berlin; † 1919 ebenda) war Obergeneralarzt des Gardekorps.

## Leben
Der Sohn des Rendanten Gottlieb Körting gehörte von April 1863 bis Februar 1867 der Kaiser-Wilhelms-Akademie für das militärärztliche Bildungswesen an, wurde im Juli 1867 promoviert und im Oktober des folgenden Jahres zum Assistenzarzt befördert. 
Als Feldunterarzt nahm er am Krieg 1866 und als Assistenzarzt am Krieg 1870/71 teil. Ende Oktober 1871 heiratete er. An der Militär-Akademie war er von 1880 bis 1886 tätig. Als Generalarzt, zuletzt als Korpsarzt in Königsberg, schied er im November 1904 aus den aktiven Dienst aus, und war dann in Charlottenburg Generalsarzt a. D. im Range als Generalmajor. 
Körting war Mitherausgeber des amtlichen Krankenpflegelehrbuches und Mitarbeiter an Georg von Altens Handbuch für Heer und Flotte. Um 1911 war er Mitglied des Zentralkomitees des preußischen Landesvereins vom Roten Kreuz und des Hauptvorstandes des Vaterländischen Frauenvereins. 1915 wurde er stellvertretender Subdirektor der Kaiser-Wilhelms-Akademie. 

## Veröffentlichungen
- De medicamentis, quae in tetano curando adhibita sunt, pauca afferuntur : dissertatio inauguralis medica; 1867
- Dienstanweisung zur Beurtheilung der Militär-Dienstfähigkeit und zur Ausstellung von militärärztlichen Zeugnissen; 1894
- Militärsanitätswesen; 1906
- Das Sanitätswesen in Deutsch-Südwestafrika während des Aufstandes 1904 bis 1906; 1907
- Unterrichtsbuch für die weibliche freiwillige Krankenpflege : im Auftrage des Zentralkomitees des Preußischen Landesvereins vom Roten Kreuz nach dem Unterrichtsbuch für freiwillige Krankenpfleger von 1903; 1907
- Aus der Literatur des Militärsanitätswesens 1907; 1908
- Verwundungen durch Artilleriegeschosse; In: Mittlers Almanach
- Englische Krankenpflegerinnen; 1904
- Über Helferinnen
- Verlustgrößen
- Automobile im Krankentransportwesen mit besonderer Berücksichtigung der Kriegsverhältnisse; In: Allgem. Automobilztg. 1906. Nr. 48. S. 43 und Nr. 49. S. 46
- Das Sanitätswesen im russisch-japanischen Kriege; In: Löbbels Jahresberichte; 1905
- Die Ausbildung der freiwilligen Sanitätskolonnen im Lichte der neuen Bestimmungen über Feldsanitätswesen; 1907
- Aus dem Sanitätsdienst im ostasiatischen Kriege; 1906
- Kriegsvorbereitung im Vaterländischen Frauenverein; In: Ludwig Kimmle: Das Deutsche Rote Kreuz; Band 2; S. 403–428; 1910
- Die Vakanzen im Sanitätsoffizierkorps
- Unser Militärsanitätswesen seit 1905

| Personendaten    | Personendaten                                  |
| ---------------- | ---------------------------------------------- |
| NAME             | Körting, Georg                                 |
| ALTERNATIVNAMEN  | Körting, Georg Ehrenfried (vollständiger Name) |
| KURZBESCHREIBUNG | Obergeneralarzt des Gardekorps                 |
| GEBURTSDATUM     | 13. Mai 1844                                   |
| GEBURTSORT       | Berlin                                         |
| STERBEDATUM      | 1919                                           |
| STERBEORT        | Berlin                                         |